# Marșul lui Sherman spre mare

Gravură de Alexander Hay Ritchie reprezentând Marșul lui Sherman.

Marșul lui Sherman spre mare este numele dat Campaniei Savannah din 1864 condusă de generalul unionist William Tecumseh Sherman în timpul războiului civil american. Campania a început cu plecarea trupelor lui Sherman din orașul ocupat Atlanta, Georgia, la 15 noiembrie și s-a încheiat cu capturarea portului Savannah la 22 decembrie.